# آكتيس
آكتيس (باليابانية: 株式会社アクタス، بالروماجي: Kabushiki gaisha Akutasu)
هو استوديو رسوم متحركة ياباني، تأسس في 6 يوليو 1998 من قبل هيروشي كاتو وجوتارو أودا. وهي حاليا شركة تابعة لشركة بانداي نامكو آرتس، والتي بدورها شركة تابعة لشركة بانداي نامكو القابضة.

## أعمال الاستوديو

### مسلسلات أنمي تلفزيونية
- بلاستر (2003 ــ 2004)
- لحن الحورية (2003 ــ 2004 بالتعاون مع سينيرجي إس بي)
- الزئير التكتيكي (2006)
- برنسس برنسبل (2017 بالتعاون مع 3Hz)

### أوفا
- سايبورغ 009 ضد رجل الشيطان (2015)

## وصلات خارجية
الموقع الرسمي
آكتيس على موقع IMDb (الإنجليزية)